# Meiners Oaks
Meiners Oaks est une census-designated place du comté de Ventura, dans l'État de Californie, aux États-Unis. En 2020, elle compte une population de 3 911 habitants.